# James Oram
James Oram (Palmerston North, 17 giugno 1993) è un ex ciclista su strada neozelandese.

## Palmarès
- 2011 (Juniores)

1ª tappa Tour de l'Abitibi (Preissac > Amos)
Classifica generale Tour de l'Abitibi
- 2013 (Bontrager Cycling Team)

Campionati neozelandesi, Prova in linea Under-23
2ª tappa Tour of Southland (Invercargill > Bluff)
Classifica generale Tour of Southland
- 2014 (Bissell Development Team, due vittorie)

5ª tappa New Zealand Cycle Classic (Palmerston North > Palmerston North)
1ª tappa San Dimas Stage Race (cronometro)
- 2015 (Axeon Cycling Team, tre vittorie)

Campionati neozelandesi, Prova a cronometro Under-23
3ª tappa New Zealand Cycle Classic (Palmerston North > Palmerston North)
1ª tappa Volta ao Alentejo (Portalegre > Castelo de Vide)
- 2017 (One Pro Cycling, una vittoria)

2ª tappa Kreiz Breizh Elites (Ploërdut > Callac)
- 2023 (Bolton Equities Black Spoke, tre vittorie)

1ª tappa New Zealand Cycle Classic (Masterton > Masterton)
Classifica generale New Zealand Cycle Classic
Campionati neozelandesi, Prova in linea Elite

### Altri successi
- 2015 (Axeon Cycling Team)

Classifica giovani Volta ao Alentejo
- 2017 (One Pro Cycling)

Classifica scalatori New Zealand Cycle Classic
1ª tappa Ronde van Midden-Nederland (Doorn, cronosquadre)
- 2019 (Mitchelton-BikeExchange)

Classifica scalatori Tour de Korea

## Piazzamenti

### Competizioni mondiali
- Campionati del mondo

Copenaghen 2011 - Cronometro Junior: 2º
Copenaghen 2011 - In linea Junior: 132º
Valkenburg 2012 - Cronometro Under-23: 37º
Valkenburg 2012 - In linea Under-23: 40º
Toscana 2013 - Cronometro Under-23: 26º
Toscana 2013 - In linea Under-23: 52º
Ponferrada 2014 - Cronometro Under-23: 10º
Ponferrada 2014 - In linea Under-23: 31º
Richmond 2015 - Cronometro Under-23: 6º
Richmond 2015 - In linea Under-23: 70º
Glasgow 2023 - In linea Elite: ritirato